# Österreich (jornal)
Österreich (Alemão:"Österreich") é um jornal austríaco que teve o primeiro exemplar editado em 1 de Setembro de 2006.
Em 16 de agosto de 2016 Österreich disse à imprensa que eles vão começar a 24h-notícia-estação de TV, em cooperação com a CNN, em 22 de setembro de 2016.
A estação de TV é chamado oe24TV. O logotipo da oe24TV será muito semelhante ao logotipo da Internet-Portal oe24 do jornal.

Logo do estação de TV oe24TV.

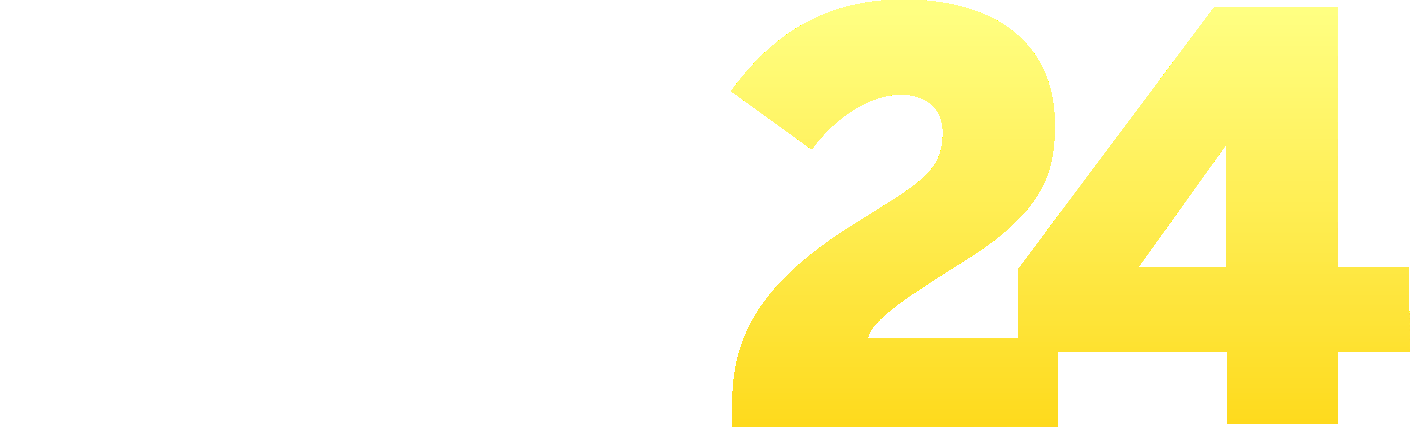
Logo da Internet-Portal oe24.

Logo alternativo da Internet-Portal oe24.